# Love and Other Demons
Personnages
- Sierva Maria (soprano colorature)
- Don Ygnacio, un marquis, son père (ténor)
- Father Delaura (baryton)
- Abrenuncio, un médecin (ténor)
- Don Toribio, un évêque (basse)
- Dominga de Adviento, une servante noire (Alto)
- Josefa Miranda, une abbesse (mezzo-soprano)
- Martina Laborde, une femme folle (Alto)
- 5 esclaves noirs dans la maison d'Ygnacio (voix graves parlées)
- Chœur de femmes (nonnes, esclaves) (4 sopranis, 2 mezzo-soprano, 2 altis avec "voix blanche")

Love and other demons est un opéra en deux actes, de Peter Eötvös, livret de l'auteur hongrois Kornél Hamvai, présenté pour la première fois au Festival de Glyndebourne à Lewes le 10 août 2008. Le sujet de cet opéra est tiré du roman de Gabriel García Márquez, paru en 1994, Del amor y otros demonios. Il a été commandé par le Festival de Glyndebourne et la BBC.

## Création
La création française à Strasbourg a été dirigée par Peter Eötvös.
- Interprètes de la création mondiale
  - Sierva Maria, Allison Bell (soprano colorature)
  - Don Ygnacio, un marquis, son père, Robert Brubaker (ténor)
  - Father Delaura, Nathan Gunn (baryton)
  - Abrenuncio, un médecin, John Graham-Hall (ténor)
  - Don Toribio, un évêque, Mats Almgren (basse)
  - Dominga de Adviento, une servante noire, Marietta Simpson (Alto)
  - Josefa Miranda, une abbesse, Felicity Palmer (mezzo-soprano)
  - Martina Laborde, une femme folle, Jean Rigby (Alto)

- Orchestre et chœur
  - Chef d'orchestre : Vladimir Jurowski
  - Orchestre philharmonique de Londres
  - Chef de chœur : Thomas Blunt
  - chœur de Glyndebourne
  - Metteur en scène : Silviu Purcarete
  - Décors et costumes : Helmut Stürmer
  - Dramaturge : Edward Kemp

## Composition de l'orchestre
| Orchestre gauche | Orchestre milieu                                                     | Orchestre droit |
| --- | -------------------------------------------------------------------- | --- |
| Cordes |                                                                      | Cordes |
| 6 violons, 4 altos, 3 violoncelles, 2 contrebasses (la 2e avec 5 cordes) |                                                                      | 6 violons, 4 altos, 3 violoncelles, 2 contrebasses (la 2e avec 5 cordes) |
| Bois | Bois                                                                 | Bois |
| 1 flûte (jouant aussi piccolo), hautbois, 1 clarinette en la, 1 basson | 1 clarinette basse, 1 saxophoniste (jouant soprano, alto et baryton) | 1 flûte (jouant aussi piccolo et flûte alto), hautbois, 1 clarinette en la, 1 basson (jouant aussi contrebasson)                                                                              |
| Cuivres | Cuivres                                                              | Cuivres |
| 2 cors (avec sourdine), 1 trompettes en ut (avec sourdines sèche, whawha et whisper), 1 trombone (avec sourdines sèche, whawha et whisper) | 1 tuba (avec sourdine)                                               | 2 cors (avec sourdine), 1 trompettes en ut (avec sourdines sèche, whawha et whisper), 1 trombone (avec sourdines sèche, whawha et whisper)                                                    |
| Percussions | Autres instruments                                                   | Percussions |
| 10 cloches tubulaires, 1 timbale, 1 marimba, 3 crotales, 3 gongs, 7 cloches de vache, 1 glockenspiel, 1 tambour de basque, 1 grosse caisse, 1 wood block, 2 paires de cymbales, 1 triangle, 1 enclume, 1 cymbale ciselée, 1 tam-tam, 1 hochet, 7 cloches | 1 harpe, 1 célesta                                                   | 12 cloches tubulaires, 1 timbale, 1 marimba, 2 crotales, 4 gongs, 1 tambour de basque, 1 grosse caisse, 1 cencerro, 2 paires de cymbales, 1 cymbale ciselée, 1 triangle, 2 maracas, 7 cloches |

Cet opéra nécessite un ingénieur du son pour diffuser les sons enregistrés.

### Sources
- Partition d'orchestre et piano-chant de Love and other demons, éditions Schott Music
- http://www.operabase.com/
- Dossier pédagogique de Love and other demons, par l'Opéra national du Rhin